# 尼克·帕克
尼古拉·伍斯坦·尼克·帕克、OBE（英語：Nicholas Wulstan Nick Park、1958年12月6日—）是一位英國動畫導演，也是《酷狗寶貝》（Wallace and Gromit）與《小羊肖恩》（Shaun the Sheep）系列動畫的創作人。帕克曾經6度入圍奧斯卡獎，並4度獲獎。

## 生平

### 早年
尼克·帕克於1958年出生在英格蘭蘭開夏普雷斯頓。母親西莉亞是一位女裁縫師，父親羅傑則是一名攝影師 。他後來進入卡斯伯特美恩中學（現在的聖母天主教高中）就讀。帕克逐漸對於繪製漫畫產生濃厚的興趣，在13歲的時候幫助他的裁縫師母親拍攝影片、操作家庭電影攝影機與裁縫機的棉花捲軸。他也跟他的父親一樣是一個業餘發明家，並曾經寄送一些東西至電視節目《藍色彼得》－例如使用瓶子擠出不同顏色的羊毛。他後來就讀於謝雪爾德傳播藝術學院（現在的雪菲爾哈倫大學），然後進入英國電影電視學院（National Film and Television School），他在這裡開始製作第一部酷狗寶貝電影－《月球野餐記》（A Grand Day Out with Wallace and Gromit）。

### 動畫生涯
他在1985年成為布里斯托爾阿德曼動畫工作室的（Aardman Animations）工作人員，他擔任商業產品的動畫師（作品包括英國音樂家彼得·蓋布瑞爾的《Sledgehammer》錄影帶）。他也參美國兒童電視節目《Pee-wee's Playhouse》的動畫製作。在這期間，他完成《酷狗寶貝之月球野餐記》，並進入後期製作程序。他也在1989年進行動畫短片《動物物語》（Creature Comforts）的製作。這兩部影片都入圍許多獎項：《酷狗寶貝之月球野餐記》擊敗《動物物語》獲得英國電影和電視藝術學院最佳動畫片，但是《動物物語》則讓他第一次贏得奧斯卡最佳動畫短片獎。
帕克在1990年替「熱電氣」運動與廣告公司GGK製作一系列備受高度讚譽的電視廣告。根據英國主要的商業電視頻道英國獨立電視台 和英國第4台 對觀眾進行的獨立投票結果，動物物語的廣告現在被認為是英國電視界有史以來最出色的廣告。

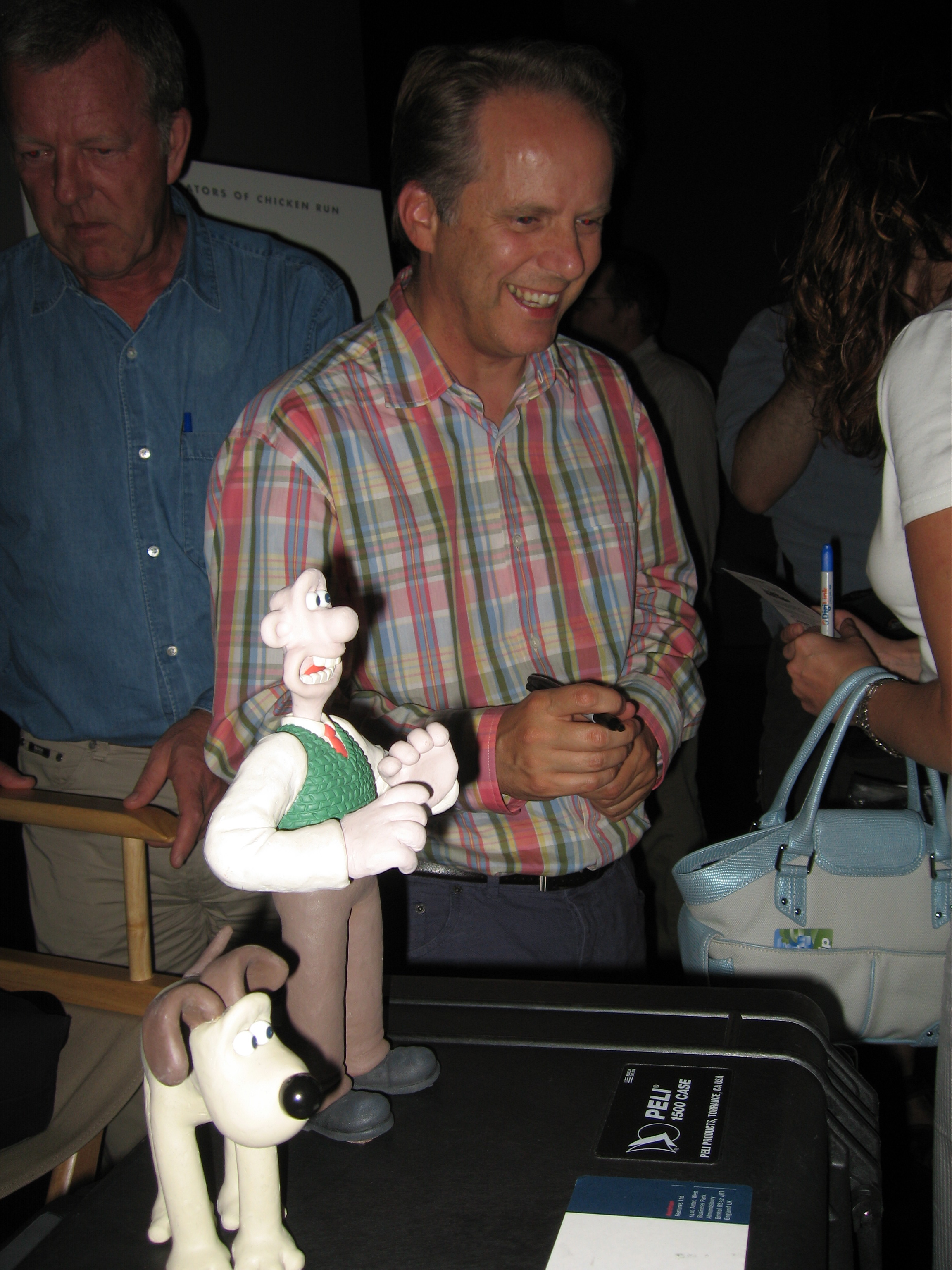
尼克·帕克與酷狗寶貝玩偶

帕克接下來繼續執導兩部酷狗寶貝短片，分別是《酷狗寶貝之引鵝入室》（1993年）與《酷狗寶貝之剃刀邊緣》（1995年），也都贏得奧斯卡最佳短片獎。他隨即與阿德曼動畫工作室的創始人彼得羅德（Peter Lord）在2000年共同執導首部動畫長片《落跑雞》（Chicken Run）。他也在2003年執導了一系列新動物物語電影，並在英國電視頻道上播放。
他執導的第二部動畫長片《酷狗寶貝之魔兔詛咒》在2005年10月5日上映，並獲得許多電影獎項，包括英國電影和電視藝術學院最佳英語片獎與安妮獎最佳動畫片獎。《酷狗寶貝之魔兔詛咒》也在2006年3月6日舉行的第78屆奧斯卡獎贏得了奧斯卡最佳動畫長片獎。
在2005年10月10日，一場大火燒毀阿德曼動畫工作室以前的倉庫。火災毀壞了帕克大部分的作品，包括電影《落跑雞》使用的模型與佈景。而一些酷狗寶貝原本的模型、佈景以及電影所拍攝的照片放置在其他地方所以並未損毀。
帕克最近的作品包括美國版的《動物物語》，這是每週播映一次的電視節目（哥倫比亞廣播公司每週一晚上八時播映）。該系列中，以一系列主題來訪問美國人。訪談內容則同步套用在阿德曼動畫工作室創造的動物角色當中。
在2007年9月，尼克·帕克宣布以接受普雷斯頓市政府委託來設計酷狗寶貝的青銅雕像，並將放置在他的家鄉普雷斯頓。 英國廣播公司在2007年10月宣布，帕克將製作另一部酷狗寶貝短片，名稱為酷狗寶貝之故障的磨坊（後來改稱為酷狗寶貝之麵包和死亡事件）。
普雷斯頓大學有一部分的地區以他來命名。帕克學區坐落在莫爾公園內，這是因為該學區建築內擁有媒體與動畫作品所以使用他的名字來命名。他也獲得藍彼得金質徽章。

## 作品
- 1989年：《酷狗寶貝之月球野餐記》（A Grand Day Out）
- 1989年：《動物物語》
- 1993年：《酷狗寶貝之引鵝入室》（The Wrong Trousers）
- 1995年：《酷狗寶貝之剃刀邊緣》（A Close Shave）
- 2000年：《落跑雞》（Chicken Run）
- 2005年：《酷狗寶貝之魔兔詛咒》
- 2007年：《小羊肖恩》（创意设计）
- 2008年：《酷狗寶貝之麵包和死亡事件》（A Matter of Loaf and Death）
- 2018年：《石器小英雄》

## 外部連結
- 尼克·帕克在互联网电影资料库（IMDb）上的資料（英文）
- U.S. News & World Report interview[永久]
- Making His Mark in Clay: An Interview with Nick Park Nick Park speaks about his influences, on how he uses drawing to tell a story and tells us what it was like to bring Wallace and Gromit to the big screen.